# Camisia horrida
Camisia horrida är en kvalsterart som först beskrevs av Hermann 1804.  Camisia horrida ingår i släktet Camisia och familjen Camisiidae. Inga underarter finns listade.